# Rosa 'Rosina'
'Rosina' (el nombre de la obtención registrada 'Rosina'), es un cultivar de rosa miniatura que fue conseguido en España en 1951 por el rosalista catalán P. Dot.

## Descripción
'Rosina' es una rosa moderna de jardín cultivar del grupo Miniatura.
El cultivar procede del cruce de 'Eduardo Toda' x 'Rouletii'. 
15 to 25 cm). 
Las formas arbustivas del cultivar tienen porte erguido y alcanza de 20 a 30 cm de alto con más de 30 cm de ancho. Las hojas son de color verde oscuro y semi brillante.
Sus delicadas flores de color amarillo. Fragancia media. Miniatura 1.5", pequeñas semi-dobles a dobles con 16 a 30 pétalos muy completos. En pequeños grupos, forma flor en forma de copa.
Primavera o verano son las épocas de máxima floración, después floraciones continuas (perpetuas).

## Origen
El cultivar fue desarrollado en España por el prolífico rosalista catalán P. Dot en 1951.
'Rosina' es una rosa híbrida triploide con ascendentes parentales de 'Eduardo Toda' x 'Rouletii'.
La obtención fue conseguida antes de 1951 y registrado bajo el nombre cultivar de 'Rosina' por P. Dot en 1951 y se le dio el nombre comercial de 'Rosina'.
También se la conoce por los sinónimos de 'Josephine Wheatcroft' y 'Yellow Sweetheart'.
Josephine Wheatcroft fue la hija de Harry Wheatcroft.

## Cultivo
Aunque las plantas están generalmente libres de enfermedades, es posible que sufran de punto negro en climas más húmedos o en situaciones donde la circulación de aire es limitada.
Las plantas toleran la sombra, a pesar de que se desarrollan mejor a pleno sol. En América del Norte son capaces de ser cultivadas en USDA Hardiness Zones 6b a 9b. La resistencia y la popularidad de la variedad han visto generalizado su uso en cultivos en todo el mundo.
Puede ser utilizado para jardín en rocallas, cubresuelos, o maceta. Vigorosa. En la poda de Primavera es conveniente retirar las cañas viejas y madera muerta o enferma y recortar cañas que se cruzan. En climas más cálidos, recortar las cañas que quedan en alrededor de un tercio. En las zonas más frías, probablemente hay que podar un poco más que eso. Requiere protección contra la congelación de las heladas invernales.